# Superpohár UEFA 1997
Dvacátý druhý ročník Superpoháru UEFA se odehrával na dva zápasy mezi vítězem Ligy mistrů ročníku 1996/97 – Borussií Dortmund a vítězem Poháru vítězů pohárů ve stejném ročníku – FC Barcelona.

## Zápas

### 1. zápas
| 8. ledna 1998                 |        |                   |                                                            |
| FC Barcelona                  | 2 : 0  | Borussia Dortmund | Camp Nou, Barcelona diváci: 50.000 rozhodčí: David Elleray |
| Enrique 8' Rivaldo 61' (pen.) | report |                   | Camp Nou, Barcelona diváci: 50.000 rozhodčí: David Elleray |

### 2. zápas
| 11. března 1998   |        |              |                                                                     |
| Borussia Dortmund | 1 : 1  | FC Barcelona | Westfalenstadion, Dortmund diváci: 32.500 rozhodčí: Piero Ceccarini |
| Heinrich 64'      | report | 8' Giovanni  | Westfalenstadion, Dortmund diváci: 32.500 rozhodčí: Piero Ceccarini |

## Vítěz
| Superpohár UEFA 1997 FC Barcelona (2. vítězství) |